# ジョン・スコット (野球)
ジョン・ヘンリー・スコット（John Henry Scott , 1952年1月24日 - ）は、アメリカ合衆国ミシシッピ州出身の元プロ野球選手（外野手）。

## 経歴
1970年のMLBドラフト1巡目（全体の2番目）でサンディエゴ・パドレスに指名され契約。
1974年9月7日にメジャーデビューしたものの、メジャー定着はならなかった。
1977年に新球団トロント・ブルージェイズに移籍し79試合に出場。4月7日の開幕戦では1番打者として球団史上最初の打者となった。
1978年はセントルイス・カージナルス傘下3Aでプレーし50盗塁を記録したがメジャー昇格はならなかった。
1979年にヤクルトスワローズに入団し、来日。5月27日の対阪神タイガース戦（甲子園球場）のダブルヘッダーでは、計4本塁打（第1試合で2ラン・満塁、第2試合でソロ・3ラン）を放ち、2試合にまたがる形であったものの、日本プロ野球史上初の「サイクル本塁打」を記録した。同年は第8節の6試合のうち、5試合連続で本塁打を放ち、この節だけで計8本塁打をマークするなど、長距離打者として開花した。
1980年にパワーのあるバッティングと俊足を生かした守備で活躍し、2年連続でダイヤモンドグラブ賞を獲得。
1981年も5月10日の対阪神戦で江本孟紀からサヨナラ本塁打を放つなど、活躍が期待されていたが、同年5月26日の対阪神戦での守備中、甲子園のラッキーゾーンの金網に激突し、左膝の側副靱帯を損傷。以降シーズン中の復帰が叶わず、同年限りで解雇され、帰国した。
翌年にメキシカンリーグでプレーしたのを最後に現役を引退した。

## 詳細情報

### 年度別打撃成績
| 年 度    | 球 団    | 試 合 | 打 席 | 打 数 | 得 点 | 安 打 | 二 塁 打 | 三 塁 打 | 本 塁 打 | 塁 打 | 打 点 | 盗 塁 | 盗 塁 死 | 犠 打 | 犠 飛 | 四 球 | 敬 遠 | 死 球 | 三 振 | 併 殺 打 | 打 率 | 出 塁 率 | 長 打 率 | O P S |
| -------- | -------- | ----- | ----- | ----- | ----- | ----- | -------- | -------- | -------- | ----- | ----- | ----- | -------- | ----- | ----- | ----- | ----- | ----- | ----- | -------- | ----- | -------- | -------- | ----- |
| 1974     | SD       | 14    | 15    | 15    | 3     | 1     | 0        | 0        | 0        | 1     | 0     | 1     | 0        | 0     | 0     | 0     | 0     | 0     | 4     | 0        | .067  | .067     | .067     | .133  |
| 1975     | SD       | 25    | 9     | 9     | 6     | 0     | 0        | 0        | 0        | 0     | 0     | 2     | 0        | 0     | 0     | 0     | 0     | 0     | 2     | 0        | .000  | .000     | .000     | .000  |
| 1977     | TOR      | 79    | 247   | 233   | 26    | 56    | 9        | 0        | 2        | 71    | 15    | 10    | 8        | 6     | 0     | 8     | 0     | 0     | 39    | 4        | .240  | .266     | .305     | .570  |
| 1979     | ヤクルト | 112   | 470   | 434   | 72    | 118   | 19       | 0        | 28       | 221   | 81    | 19    | 11       | 4     | 1     | 28    | 0     | 3     | 84    | 3        | .272  | .320     | .509     | .829  |
| 1980     | ヤクルト | 123   | 488   | 449   | 63    | 120   | 22       | 4        | 16       | 198   | 69    | 20    | 13       | 3     | 3     | 32    | 1     | 1     | 70    | 3        | .267  | .315     | .441     | .756  |
| 1981     | ヤクルト | 44    | 134   | 127   | 18    | 27    | 5        | 0        | 4        | 44    | 9     | 3     | 2        | 0     | 0     | 4     | 1     | 3     | 18    | 3        | .213  | .254     | .346     | .600  |
| MLB：3年 | MLB：3年 | 118   | 271   | 257   | 35    | 57    | 9        | 0        | 2        | 72    | 15    | 13    | 8        | 6     | 0     | 8     | 0     | 0     | 45    | 4        | .222  | .245     | .280     | .525  |
| NPB：3年 | NPB：3年 | 279   | 1092  | 1010  | 153   | 265   | 46       | 4        | 48       | 463   | 159   | 42    | 26       | 7     | 4     | 64    | 2     | 7     | 172   | 9        | .262  | .309     | .458     | .767  |

### 表彰
NPB
- ダイヤモンドグラブ賞：2回 （外野手部門：1979年、1980年）

### 記録
NPB初記録
- 初出場・初先発出場：1979年4月7日、対横浜大洋ホエールズ1回戦（明治神宮野球場）、1番・中堅手として先発出場
- 初安打・初打点：1979年4月10日、対中日ドラゴンズ1回戦（ナゴヤ球場）、3回表に藤沢公也から適時二塁打
- 初本塁打：1979年5月2日、対中日ドラゴンズ5回戦（明治神宮野球場）、4回裏に青山久人から3ラン

NPBその他の記録
- 連続試合本塁打：5 （1979年5月23日 - 5月27日）
- オールスターゲーム出場：1回 （1980年）

### 背番号
- 34 （1974年）
- 6 （1975年）
- 11 （1977年）
- 4 （1979年 - 1981年）